# Ультраабиссаль

Пелагические области

Ультраабисса́ль (от ультра- и абиссаль) — часть океана с глубиной свыше 5000 метров, в основном расположенная в глубоководных желобах. Из-за большой глубины фауна ультраабиссали немногочисленна (менее 800 видов животных и бактерии-барофилы). С понижением глубины фауна резко обедняется:
- на глубине свыше 9000 метров остаются лишь десятки видов (фораминиферы, многощетинковые черви, равноногие раки, моллюски, голотурии);
- после 10 километров остаётся лишь 20 видов, все эндемичные для ультраабиссали (в целом, зона богата эндемиками, их здесь более 60).